# أولي بوروفكا
أولي بوروفكا (بالألمانية: Ulrich Borowka)
لاعب كرة قدم ألماني سابق من مواليد 19 مايو 1962 لعب مع منتخب ألمانيا لكرة القدم.

## وصلات خارجية
- أولي بوروفكا على موقع الاتحاد الأوربي (الإنجليزية)
- أولي بوروفكا على موقع قاعدة بيانات كرة القدم.إي يو (الإنجليزية)
- أولي بوروفكا على موقع بيانات كرة القدم. دي إي (الألمانية)
- أولي بوروفكا على موقع ناشيونال فوتبول تيمز (الإنجليزية)
- أولي بوروفكا على موقع عالم كرة القدم.نت (الإنجليزية)